# Potamotrygon orbignyi
Potamotrygon orbignyi és una espècie de peix pertanyent a la família dels potamotrigònids.

## Descripció
- El mascle fa 35 cm de llargària màxima i la femella 32,5.[3][4]

## Alimentació
Menja principalment insectes i crustacis bentònics.

## Hàbitat
És un peix d'aigua dolça, bentopelàgic i de clima tropical (24 °C-26 °C).

## Distribució geogràfica
Es troba a Sud-amèrica: conques de Surinam, la Guaiana i la Guaiana Francesa, i dels rius Amazones i Orinoco.

## Estat de conservació
Les seues principals amenaces són la pesca no controlada (amb destinació al comerç de peixos d'aquari, com a aliment o pel plaer esportiu), la seua aparent baixa fecunditat i les activitats mineres il·legals.

## Observacions
És inofensiu per als humans.